# Вероника безлистная
Вероника безлистная (лат. Veronica aphylla) — многолетнее травянистое растение, вид рода Вероника (Veronica) семейства Подорожниковые (Plantaginaceae).

## Распространение и экология
Западная Европа: Испания (Пиренеи), Италия, Франция (горы), Швейцария, Германия (Альпы), Австрия (Штирия, Каринтия, Тироль), Югославия, Албания, Польша (Карпаты), Румыния (Карпаты), Чехословакия (Татры), Греция (Македония); территория бывшего СССР: Карпаты (редко).
Произрастает в субальпийском и альпийском поясах, на открытых местах на скалах, на обнажённых сланцах.

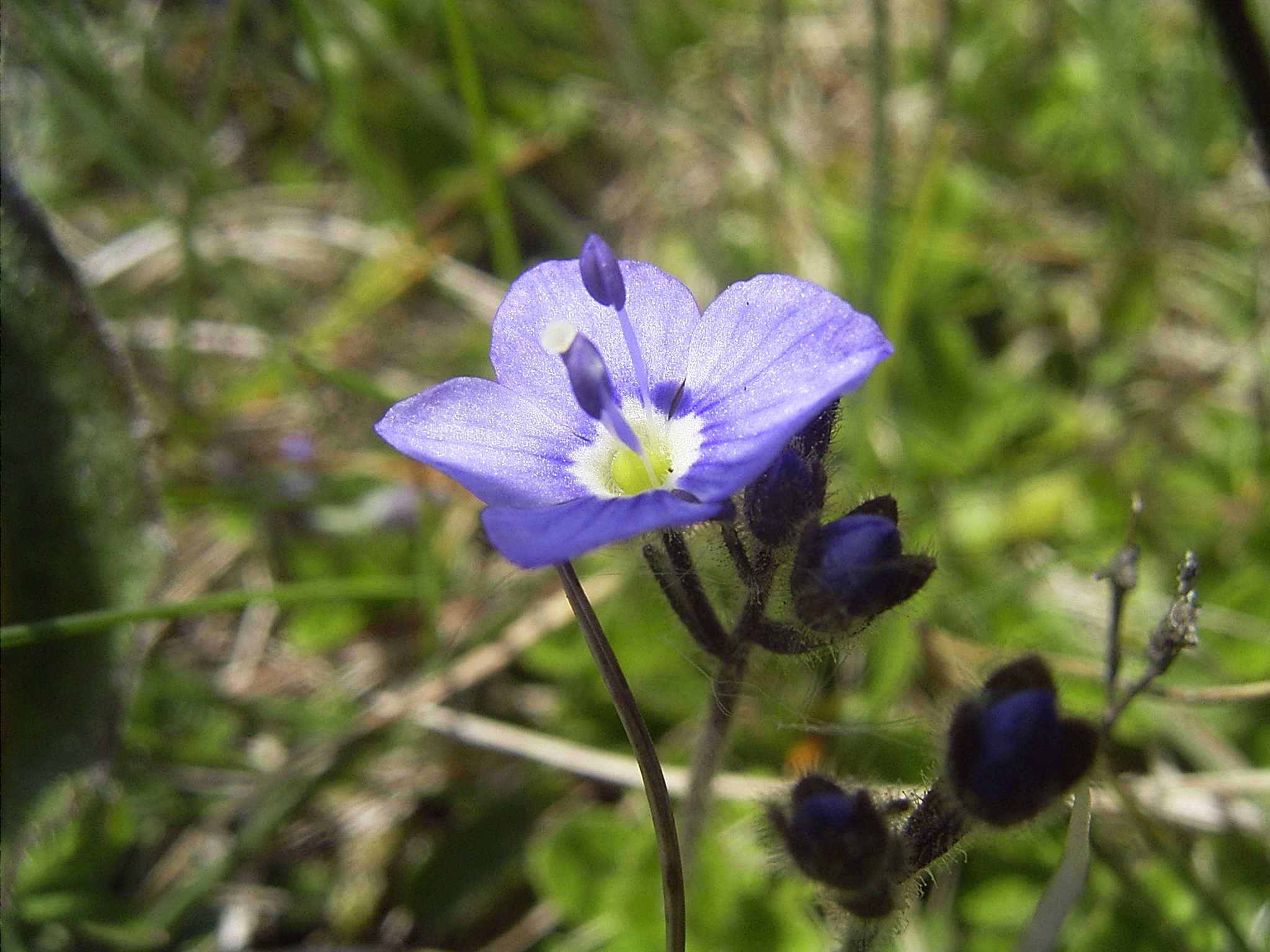
Цветок (увеличено).

## Ботаническое описание
Корневище тонкое, длинное, ползучее. Стебли высотой 5—10 см, короткие, голые, в нижней части более менее опушённые, тонкие, укореняющиеся.
Листья продолговато-яйцевидные или обратнояйцевидно-эллиптические, на коротких черешках, цельнокрайные или мелко- и тупозубчатые, опушённые по краю, скучены в рыхлую прикорневую розетку.
Цветки по 1—5 в боковых пазушных зонтиковидных кистях, на стрелковидных цветоносах, выходят из пазух верхних листьев. Цветоножки в 2—3 раза длиннее прицветников и чашечки. Чашечка четырёхраздельная, с яйцевидно-продолговатыми или продолговатыми туповатыми долями; венчик длиной 6—8 мм, синий, голубой или розовый, втрое длиннее чашечки, с отгибом из четырёх неравных лопастей, одной округлой и трех яйцевидных.
Коробочка обратнояйцевидно-сердцевидная, оттопыренно железисто-опушенная, вдвое длиннее чашечки, у основания округлая, сжатая. Семена многочисленные, округлые, шириной около 1,5 мм.
Цветёт в июне — августе. Плодоносит в июле — августе.

## Таксономия
Вид Вероника безлистная входит в род Вероника (Veronica) семейства Подорожниковые (Plantaginaceae) порядка Ясноткоцветные (Lamiales).
|  |                                      |  |                                                             |                                                             |                          |  | ещё 21 семейство (согласно Системе APG II) | ещё 21 семейство (согласно Системе APG II) |                         |  |  |  | ещё от 300 до 500 видов |
|  |                                      |  |                                                             |                                                             |                          |  | ещё 21 семейство (согласно Системе APG II) | ещё 21 семейство (согласно Системе APG II) |                         |  |  |  | ещё от 300 до 500 видов |
|  |                                      |  |                                                             | порядок Ясноткоцветные                                      |                          |  |                                            |                                            | род Вероника            |  |  |  |                         |
|  |                                      |  |                                                             | порядок Ясноткоцветные                                      |                          |  |                                            |                                            | род Вероника            |  |  |  |                         |
|  | отдел Цветковые, или Покрытосеменные |  |                                                             |                                                             | семейство Подорожниковые |  |                                            |                                            | вид Вероника безлистная |  |  |  |                         |
|  | отдел Цветковые, или Покрытосеменные |  |                                                             |                                                             | семейство Подорожниковые |  |                                            |                                            |                         |  |  |  |                         |
|  |                                      |  | ещё 44 порядка цветковых растений (согласно Системе APG II) | ещё 44 порядка цветковых растений (согласно Системе APG II) |                          |  |                                            | ещё 90 родов                               | ещё 90 родов            |  |  |  |                         |
|  |                                      |  |                                                             | ещё 44 порядка цветковых растений (согласно Системе APG II) |                          |  |                                            |                                            | ещё 90 родов            |  |  |  |                         |